# Plaça de la Vila (Vila-real)
La plaça de la Vila és la plaça principal de la Vila, recinte emmurallat que envoltava Vila-real, fundat el 1274 pel rei Jaume I. De la Vila primitiva es conserven algunes edificacions i la major part del traçat dels carrers. La plaça de la Vila és des de 1974 monument historicoartístic.

## Història
La carta pobla o document fundacional de Vila-real, datat a València ciutat a 20 de febrer de 1274, diu que a penes hi havia unes alqueries disseminades pel terme, fet que confirma la voluntat reial de crear una vila preconcebuda i amb un plànol elaborat, de planta rectangular, propi del racionalisme renaixentista avant la lettre.
Aquest plànol compta amb un eix longitudinal de major extensió, corresponent al camí Reial de València a Tortosa i Barcelona (actual carrer major) i un altre transversal, corresponent al camí d'Onda a Borriana (actuals comte d'Albay i Ramón y Cajal) que es troben perpendicularment i formen una plaça porticada quadrangular: l'actual plaça de la Vila. A aquest traçat se li afigen dos carrers paral·lels al principal, el carrer d'Amunt (actuals Sant Antoni, Sant Roc) i el d'Avall (actuals Desemparats, Cova Santa).

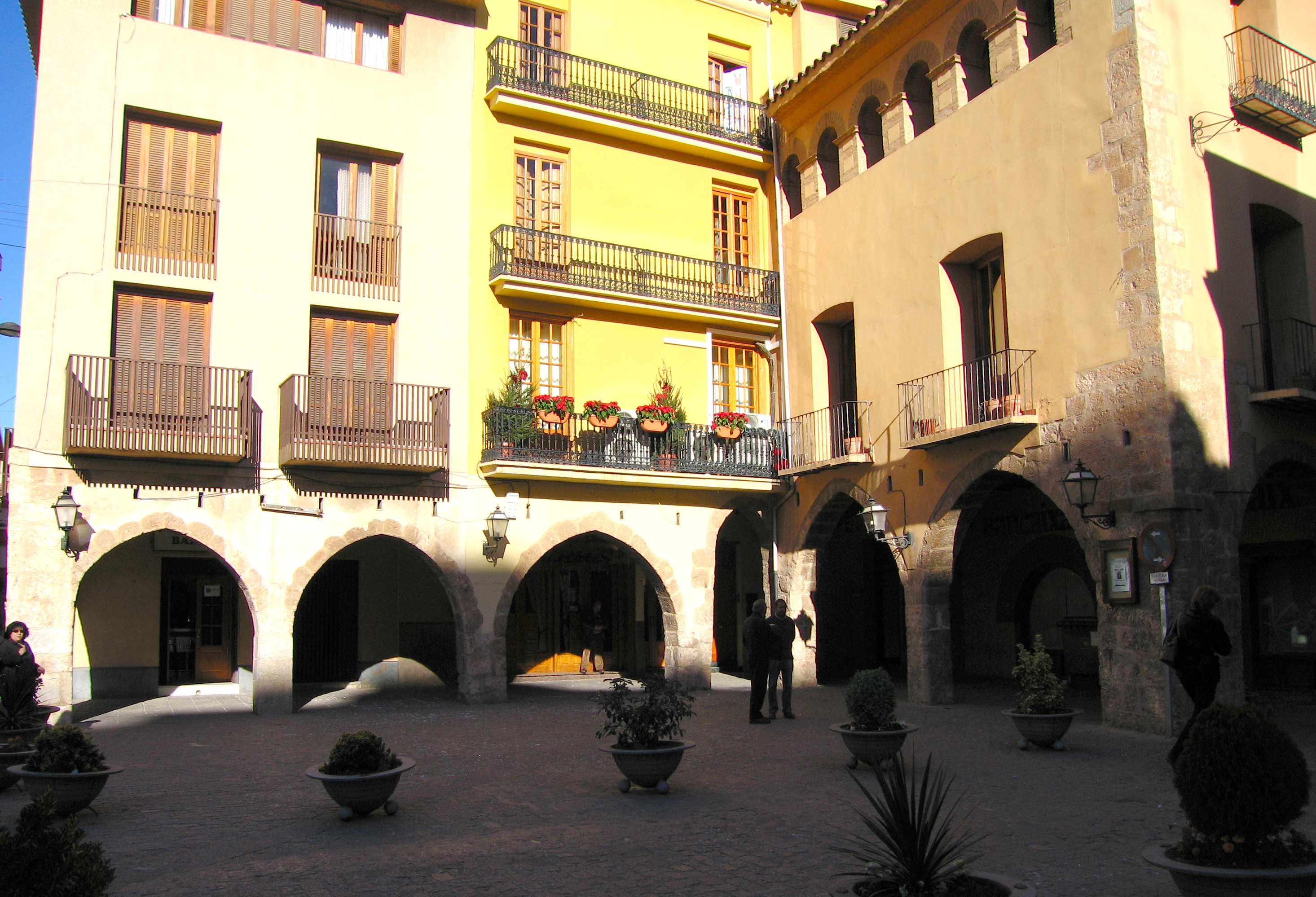
Costat NO de l'actual plaça de la Vila.

El recinte murat, del qual queda algun tram en l'avinguda de la Murà, es va iniciar al segle xiv i es va reforçar en el XVI; comptava amb quatre baluards semicirculars en els cantons que tancaven el rectangle (torres de Martorell, Alcover, en Folch Miquel i Torre Motxa, l'única que s'ha conservat fins als nostres dies) i de quatre portes fortificades (les de València, Onda, Castelló i d'Enmig o Borriana).
El conjunt monumental d'origen medieval de la plaça de la Vila es mantingué intacte fins al segle xvii, quan al costat SO els arcs gòtics foren substituïts per uns d'escarçans per la banda del carrer Major. Al costat SE, la casa de la Vila fou enderrocada el 1791 i se'n feu una de nova en estil classicista. Cap al 1908 s'eixamplà la carretera d'Onda a Borriana i els dos extrems dels arcs meridionals foren destruïts, i finalment tots els arcs gòtics que restaven al costat SO enderrocats per fer-hi l'actual Caixa Rural, amb arcs classicistes. Però la major desfiguració de la plaça data del 1966, quan un dels quatre costats, el SE –on hi havia l'antic ajuntament, un convent de monges dominicanes i l'església de Sant Domènec- fou enderrocat per fer-hi la impersonal plaça Major -on hi ha l'actual ajuntament, edificacions d'una gran alçària, l'estàtua de Jaume I i ara un aparcament soterrani-. Aquesta plaça i els seus edificis són una mostra de la mediocritat urbanística de l'arquitectura franquista.